# Dragon Ball Z: Gekitotsu!! Hyaku-Oku Power no Senshi-tachi
Dragon Ball Z: Gekitotsu!! 100 oku power no senshitachi ( ドラゴンボールZ 激突!!100億パワーの戦士たち Doragon Boru Zetto Gekitotsu!! 100 oku pawā no senshitachi?, Dragon Ball Z: ¡¡Choque!! Guerreros de 10,000,000,000 de poder) es la 9.ª película basada en la serie de manga y anime Dragon Ball, y la 6.ª de la etapa Dragon Ball Z, fue estrenada el 7 de marzo de 1992. La película es una secuela directa de la película anterior Tobikkiri no saikyō tai saikyō.

## Argumento
Los namekianos, que ahora viven en paz en un nuevo planeta después de que su mundo natal fuera destruido por Freezer años antes, se encuentran con que Nuevo Namek está siendo asediado por una misteriosa nave espacial sensible que se ha enganchado y ha empezado a atacar su hogar. El niño namekiano Dende, ahora Dios de la Tierra, percibe la situación de su pueblo y pide ayuda telepáticamente a Goku.
Son Goku, Son Gohan, Krilin, Piccolo, Oolong, Yajirobe y el Maestro Roshi viajan a Nuevo Namek y al llegar se encuentran con un ejército de grandes robots que abusan de los namekianos. Se enteran de que el hermano de Freezer, Cooler, al que se creía que Son Goku había derrotado, está vivo y es el responsable de la invasión. Cooler, ahora con un cuerpo metálico, revela que va a absorber el planeta y sus formas de vida para alimentar su nave, la Estrella Big Gete. Son Goku lucha contra Metal Cooler mientras los demás luchan contra sus robots, que tienen una armadura resistente que les cuesta atravesar. Todos los guerreros, excepto Piccolo, son capturados junto con un pueblo de namekianos. Piccolo consigue destruir todos los robots en un gran ataque de energía antes de dirigirse a rescatar a los capturados. En otro lugar, Son Goku lucha contra la nueva forma metálica de Cooler, que le da la capacidad de regenerarse. Cooler también revela su capacidad de utilizar la técnica del Shunkanido, una habilidad que también utiliza Son Goku. Cooler explica que la Estrella Big Gete vigila constantemente su cuerpo, y arregla cualquier daño que pueda sufrir y mejora su diseño para aumentar su poder y durabilidad. Son Goku se transforma en un Super Saiyajin que tampoco es efectivo contra el tirano metálico y justo antes de morir estrangulado por Metal Cooler, Vegeta le salva la vida. Los dos Super Saiyajin atacan juntos a Cooler y consiguen destruirlo. Sin embargo, la Estrella Big Gete recrea mil manifestaciones de Metal Cooler, inclinando la balanza de poder decisivamente en contra de los Saiyajin. Son Goku y Vegeta intentan una última defensa pero son capturados y transportados para ser convertidos en combustible.
Mientras la Estrella Big Gete está absorbiendo su poder Super Saiyajin, Cooler explica que, tras su derrota, un chip informático flotó entre los restos de la nave espacial y absorbió todo lo que estaba cerca y formó una nave espacial. A pesar de haber colisionado con el sol, pequeños fragmentos de los restos de Cooler, incluyendo trozos de su cerebro, se fusionaron con el ordenador principal permitiéndole posteriormente tomar el control, y que efectivamente Cooler y la Estrella Big Gete son uno en el mismo. Son Goku y Vegeta comienzan a liberar toda su energía, lo que sobrecarga el sistema. Entonces se encuentran con el verdadero Cooler biológico, que intenta aplastar a Son Goku, pero su mano es cortada por Vegeta, dándole a Son Goku el tiempo suficiente para lanzarle la última energía que finalmente lo mata. Piccolo llega y se encuentra con un Metal Cooler que explota. Posteriormente, todos los Metal Coolers y soldados robot explotan y los héroes escapan antes de que la Estrella Big Gete abandone la órbita de Nuevo Namek y explote.
Son Goku y Vegeta caen del cielo cerca de sus aliados y todos se alegran de la victoria. Vegeta no aparece por ninguna parte, pero Son Goku le reconoce su papel crucial en la derrota de Cooler. En su nave espacial, Vegeta aplasta el chip informático que creó la Estrella Big Gete.

## Personajes
Son Gokū ( 孫 悟空 Son Goku?)
 Seiyū: Masako Nozawa
Son Gohan (孫 悟飯 Son Gohan?)
 Seiyū: Masako Nozawa
Piccolo ( ピッコロ  Pikkoro?)
 Seiyū: Toshio Furukawa
Vegeta ( ベジータ  Bejīta?)
 Seiyū: Ryo Horikawa
Cooler (クウラ  Kūra?)
 Seiyū: Ryusei Nakao
Krilin (クリリン  Kuririn?)
 Seiyū: Mayumi Tanaka
Oolong (ウーロン Ūron?)
 Seiyū: Naoki Tatsuta
Kame Sen'nin ( 亀仙人 Kame Sennin?)
 Seiyū: Kōhei Miyauchi
Dende ( デンデ Dende?)
 Seiyū: Tomiko Suzuki
Mr. Popo (ミスター・ポポ  Misutā Popo?)
 Seiyū: Toku Nishio
Yajirobe (ヤジロベー  Yajirobē?)
 Seiyū: Mayumi Tanaka
Moori (ムーリ  Mūri?)
 Seiyū: Kinpei Azusa

## Reparto
| Personaje   | Actor de voz (Japón) | Doblaje (Hispanoamérica) | Doblaje (España)    |
| ----------- | -------------------- | ------------------------ | ------------------- |
| Son Goku    | Masako Nozawa        | Mario Castañeda          | José Antonio Gavira |
| Vegeta      | Ryo Horikawa         | René García              | Alberto Hidalgo     |
| Cooler      | Ryūsei Nakao         | Ricardo Brust            | Jorge Tomé          |
| Piccoro     | Toshio Furukawa      | Carlos Segundo           | Antonio Inchausti   |
| Son Gohan   | Masako Nozawa        | Laura Torres             | Ana Cremades        |
| Krilin      | Mayumi Tanaka        | Luis Daniel Ramírez      | Ángeles Neira       |
| Kame Sennin | Kōhei Miyauchi       | Jesús Colin              | Mariano Peña        |
| Oolong      | Naoki Tatsuta        | Arturo Mercado           | Antonio Inchausti   |
| Yajirobe    | Mayumi Tanaka        | José Arenas              | Antonio Villar      |
| Moori       | Kinpei Azusa         | José Luis McConnell      | Paco de Osca        |
| Dende       | Tomiko Suzuki        | Irwin Daayán             | Inma Font           |
| Mr. Popo    | Toku Nishio          | Carlos Segundo           | Manolo Solo         |
| Narrador    | Joji Yanami          | José Lavat               | Jorge Tomé          |

## Música
Tema de apertura (opening)
- "CHA-LA HEAD-CHA-LA" por Hironobu Kageyama

Tema de cierre (ending)
- "HERO (Kimi ga Hīrō)" (ヒーロー(キミがヒーロー)?) por Hironobu Kageyama y Yuka